# Афагия
Афагия (от греч. α — отрицательная частица и φαγεῖν — ем, поедаю) — отсутствие питания (то есть получения пищи извне) у некоторых животных на отдельных фазах их развития. Возможна при условии предварительного накопления резервных запасов (чаще жиров) в организме животного.
Наиболее распространённой формой афагии можно считать развитие в яйце зародыша, который получает необходимые вещества преимущественно из желтка, особенно крупного у видов с длительным развитием (например, у птиц). Афагия свойственна и взрослым стадиям некоторых насекомых и рыб. Тихоокеанские лососи размножаются один раз в жизни, в период нереста не питаются, а после нереста погибают. У насекомых афагия характерна для взрослой стадии, в тех случаях, когда она выполняет только функцию расселения и размножения (подёнки, оводы, некоторые пяденицы и др.). Афагия сопровождает явления спячки, оцепенения и диапаузы.